# Płynotok nosowy
Płynotok nosowy (łac. rhinorrhoea cerebrospinalis) – to wyciek płynu mózgowo-rdzeniowego przez jamę nosową. Płynotok nosowy związany jest z wyciekiem płynu przez przetokę, która powstaje w kościach czaszki przy jednoczesnym rozerwaniu opony twardej. Jest patologią, która ze względu na powstanie przetoki pomiędzy przestrzenią nosa i zatok a wnętrzem jamy czaszki stanowi wrota zakażenia OUN.

## Przyczyny
- pourazowy (najczęściej) –  w miejscu pęknięcia kości czaszki.
  - uraz wypadkowy
  - uraz jatrogenny – może być wywołany na skutek uszkodzenia podstawy czaszki podczas operacji rynochirurgicznych
- płynotok niemający związku z urazem
  - przebiegający ze zwiększonym ciśnieniem śródczaszkowym
    - nowotwory złośliwe jam nosa, zatok przynosowych, części nosowej gardła penetrujące w kierunku podstawy czaszki, jako skutek bezpośredniego nacieku lub pośrednio na skutek powstania nadciśnienia wewnątrzczaszkowego (guzy jamy czaszki)
    - wodogłowie

  - powstający przy normalnym ciśnieniu wewnątrzczaszkowym
    - idiopatyczny – bez uchwytnej przyczyny. Powstaje jako skutek dehiscencji, które w przypadku pęknięcia worka oponowego są źródłem wycieku płynu.
    - wady wrodzone: przepukliny oponowe
    - zespół pustego siodła
    - zapalenie kości lub kości i szpiku kości podstawy czaszki, najczęściej na skutek radioterapii

Płynotok (w tym pourazowy) powstaje zwykle w najcieńszych miejscach kości czaszki. Należą do nich:
- blaszka sitowa kości sitowej, strop komórek sitowych przednich bądź tylnych
- tylna ściana zatoki czołowej
- strop zatoki klinowej
- strop jamy bębenkowej, kiedy płyn wycieka z ucha środkowego przez trąbkę słuchową do części nosowej gardła

Warunkiem powstania płynotoku oprócz ubytku w kościach czaszki jest także rozerwanie worka oponowego

## Objawy
- wodojasny wyciek z jam nosa (najczęściej jednostronny) – objaw ten może być nieprawidłowo wzięty za katar lub inny nieżyt nosa najczęściej alergiczny. Co ważne, zdarza się, że wyciek płynu nie zawsze pojawia się po stronie uszkodzenia. Na skutek rotacji odłamów kostnych (lemiesza lub grzebienia koguciego) płyn może dostawać się do jamy nosowej po stronie przeciwnej. Przyczyną tego zjawiska może być także perforacja przegrody nosa, przez którą płyn kieruje się na przeciwną stronę.
  - nasilenie wycieku przy pochyleniu głowy ku przodowi, przy odgięciu głowy do tyłu lub w pozycji leżącej występuje u chorego częstsze przełykanie: w tych pozycjach płyn nie spływa do jamy nosowej tylko przez nozdrza tylne, do gardła co powoduje częstsze przełykanie
- zaburzenia węchu: hiposmia lub anosmia zwłaszcza jednostronna, która związana jest z uszkodzeniem blaszki sitowej kości sitowej a wraz z nią nerwu węchowego
- bóle głowy – mogą zwykle poprzedzać wyciek płynu, po jego ustąpieniu ból ustępuje
- objaw zbiornika
- pourazowe uszkodzenie nerwu wzrokowego może pośrednio świadczyć o uszkodzeniu kości zatoki klinowej

Czasami płynotok nosowy może być niezauważony przez wiele lat a o jego podejrzeniu świadczyć może kilkukrotne przebycie bakteryjnego zapalenia opon mózgowo-rdzeniowych.
Pojawienie się płynotoku nosowego może występować w różnych okresach od powstania przetoki (połączenia) pomiędzy mózgoczaszką i twarzoczaszką:
- płynotok natychmiastowy (bezpośredni) – do 48 godzin
- płynotok wczesny – do miesiąca
- płynotok późny – do 3 miesięcy
- płynotok odległy – wiele miesięcy od powstania przetoki

Większość płynotoków pourazowych to płynotoki wczesne. Późniejsze niż natychmiastowe pojawienie się płynotoku związane jest (w przypadku urazu) z obecnością obrzęku lub krwiaka, które w naturalny sposób blokują wydostawanie się płynu mózgowo-rdzeniowego. Po ich resorpcji, co może trwać kilka tygodni pojawia się płynotok. Płynotoki zwykle ustają samoistnie, na skutek powstania blizny w blaszce opony twardej. Późniejsze pojawienie się płynotoku może być także związane z martwicą spowodowaną uciskiem przez odłam kostny. Po dokonaniu się martwicy następuje pęknięcie tkanek i wyciek płynu.

## Powikłania
Stały utrzymujący się płynotok stwarza możliwość przechodzenia bakterii z jamy nosowej i zatok przynosowych do jamy czaszki co może skutkować:
- zapaleniem opon mózgowo-rdzeniowych – ważne jest że tylko bakteryjne zapalenie opon mózgowo-rdzeniowych jest skutkiem płynotoku. Etiologia wirusowa i grzybicza nie ma związku z płynotokiem nosowym.
- zapaleniem mózgu

Szczególnie częste jest prawdopodobieństwo powikłań w przypadku istnienia przepukliny oponowej do wnętrza jamy nosowej lub zatok przynosowych. Powikłania te są stanem zagrożenia życia. Śmiertelność dochodzi do 10%. Najczęstszymi patogenami wywołującymi ww. powikłania są:
- Haemophilus influenzae
- Streptococcus pneumoniae

Ponadto do powikłań płynotoku nosowego zalicza się
- odma śródczaszkowa (łac. pneumocephalus)